# Нобре, Антониу
Анто́ниу (Антонио) Пере́йра Но́бре (порт.  António Nobre; 16 августа 1867, Порту — 18 марта 1900, Фос-ду-Дору близ Порту) — португальский поэт конца XIX века, символист.

## Биография
«Когда он родился, родились мы все»— Фернандо Пессоа, “В память Антониу Нобре”, 1915 год.

Родился в богатой семье. В 1888—1890 годах учился в Коимбрском университете, однако его не окончил и уехал в Париж, чтобы изучать политологию и право в Сорбонне. В Париже написал бо́льшую часть своей единственной изданной при его жизни книги «Só» (1892), вдохновленного гимна ностальгическим воспоминаниям о детстве, проведенном среди крестьян и рыбаков в северной Португалии, в которой сочетают лиризм традиционной португальской поэзии с более изысканным мироощущением символизма.
После окончания Сорбонны в 1894 году, был назначен консулом в Преторию, но из-за проблем со здоровьем, оставил службу. Больной туберкулезом, Нобре провёл оставшиеся годы жизни в путешествиях, в поисках благоприятного климата. Ещё два сборника стихов были опубликованы после его смерти: Despedidas (1902, «Прощание») и Primeiros Versos (1921, «Первые стихи»).
Умер от туберкулеза в возрасте 33 лет.
Сонет Флорбелы Эшпанки, посвящённый Антониу Нобре:

Посвящено Анту

Один… Болезнь, чужбина, ностальгия…

Ты в тридцать два ушёл в страну теней.

Осталась книга, словно литургия….

Нет книги в Португалии грустней.

Боялся ты, что боль ушедших дней

Поранит души скорбные, нагие…

О, библия тоски, как сладко в ней

Читать молитвы, сердцу дорогие!

Моя печаль сродни твоей печали…

Ты видел сны, что к смерти приучали,

И этим снам во мне теперь расти 

Моя любовь к тебе под стать хворобе…

Как сыну — мать, даю тебе во гробе

Свой поцелуй — последнее прости.

Оригинальный текст (порт.)

A Anto!

Poeta da saudade, ó meu poeta querido 

Que a morte arrebatou em seu sorrir fatal, 

Ao escrever o Só pensaste enternecido 

Que era o mais triste livro deste Portugal, 

Pensaste nos que liam esse teu missal, 

Tua bíblia de dor, teu chorar sentido 

Temeste que esse altar pudesse fazer mal 

Aos que comungam nele a soluçar contigo! 

Ó Anto! Eu adoro os teus estranhos versos, 

Soluços que eu uni e que senti dispersos 

Por todo o livro triste! Achei teu coração... 

Amo-te como não te quis nunca ninguém, 

Como se eu fosse, ó Anto, a tua própria mãe 

Beijando-te já frio no fundo do caixão!

— Флорбелы Эшпанки, «Trocando Olhares», 21 июля 1916 года. Перевод: Ирина Фещенко-Скворцовой.

## Творчество

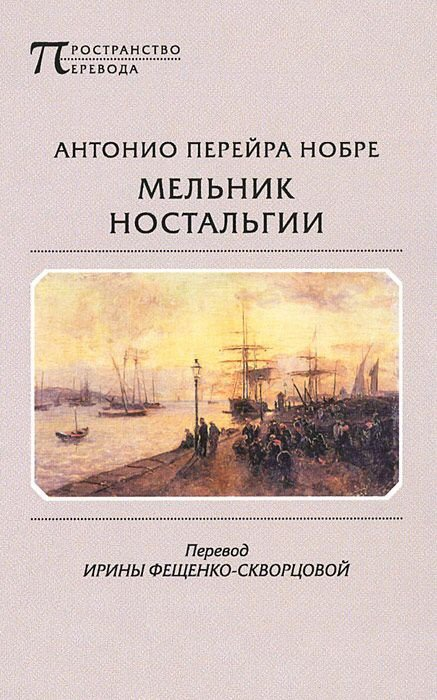
Антониу Нобре, Мельник ностальгии. Пер. с португ. И. Фещенко-Скворцовой.

Антониу Нобре — один из лучших португальских поэтов, а его творчество считают переходным от поэзии романтизма XIX столетия к творчеству поэтов XX века, многими своими чертами предвещающим современную португальскую поэзию.
Антониу Нобре первым раскрыл европейцам душу и национальный уклад жизни португальцев. Автобиографические темы и мотивы — главный материал, которым оперирует поэт; они, как и географическое пространство его стихов — деревушки и города родной земли, сверкающие в его стихах волшебными красками, — преобразуются в миф.
Антониу Нобре в португальских источниках называют символистом, поэтом ностальгии, способствовавшим пробуждению чувства национального самосознания.
В ранних стихах поэта, заметно влияние и символизма, и декадентства, и ультраромантизма. Он восхищался творчеством представителей парнасской школы французской поэзии: Теофилем Готье, Теодором де Банвилем, Сюлли-Прюдомом, ему, по собственному признанию, было близко мироощущение символиста Поля-Мари Верлена, в его письмах часто упоминается имя Шарля Бодлера. Однако отнести А. Нобре к какой-то одной поэтической школе сложно.
Отказываясь от условного языка символистов, поэт вводит в стихи сочную устную речь, а также названия земель, городов и местечек, имена своих родных и знакомых, даже названия рыбачьих лодок, то, что к поэзии, казалось бы, не имеет никакого отношения, и все это под пером Нобре поэтизируется, приобретает ореол загадочности и чуда. Эмоциональность и драматизм стиха, смягчаемый тонкой самоиронией, элементы театрализации, чрезвычайное разнообразие ритмов, порой спонтанные их комбинации, включение в поэму строф с совершенно иным ритмом, придающее ей сходство с хором греческой трагедии, создавало особенную, неповторимую мелодику его стиха.
Стихотворение Мариу де Са-Карнейру, посвящённое Антониу Нобре:

Анту

 

Сирени вздох, капризы лихорадки,

Заброшенность, как опиума чара,

И ностальгия лунного угара,

Кристалл осенний, чьи свеченья кратки…

Паж смутной тени на пустом погосте,

Озябший в темноте от горькой ласки;

Принц островов, где умирают сказки,

Владетель башни из слоновой кости…

Оригинальный текст (порт.)

Anto

Caprichos de lilás, febres esguias.

Enlevos de ópio – Íris-abandono...

Saudades de luar, timbre de Outono,

Cristal de essências langues, fugidias...

O pajem débil das ternuras de cetim,

O friorento de carícias magoadas;

O príncipe das Ilhas transtornadas –

Senhor feudal das Torres de marfim…

— Мариу де Са-Карнейру, «Indícios de Ouro», 14 февраля 1915 года. Перевод: Ирина Фещенко-Скворцова.

## Избранная библиография
- António Nobre, Só. Paris: Léon Vanier Editeur, 1892. Скачать из Национальная библиотека Португалии
- António Nobre, Só. 2.ª ed. revista e aumentada. Lisboa: Guillard, Aillaud e C.ª, 1898.
- António Nobre, Só.  4.ª ed. Porto: Tipografia de «A Tribuna», 1921. Скачать из Интернет Архив.
- Нобре А. П. Мельник ностальгии. Пер. с португ. И. Фещенко-Скворцовой, М.: Водолей, 2013.

Посмертные произведения
- Despedidas (1895-1899). Porto, 1902.
- Primeiros Versos (1882-1889). Porto, 1921.
- Correspondência, 2ª ed. ampliada e revista, organização, introdução e notas de Guilherme de Castilho. Lisboa: Imprensa Nacional/Casa da Moeda, 1982.
- Correspondência com Cândida Ramos, leitura, prefácio e notas de Mário Cláudio. Porto: Biblioteca Pública Municipal do Porto, 1982.
- Alicerces, seguido de Livro de Apontamentos, leitura, prefácio e notas de Mário Cláudio. Lisboa: Imprensa Nacional — Casa da Moeda, 1983.

## Переводы Ирины Фещенко-Скворцовой
- Só (1898) Нобре А. П. Мельник ностальгии. Пер. с португ. И. Фещенко-Скворцовой. — М.: Водолей, 2013. — 172 с.
- Антониу Нобре «Когда он родился, родились мы все…» Стихи. Перевод с португальского и вступление И. Фещенко-Скворцовой
- А. Нобре в «Сетевой Словесности», Переводы Ирины Фещенко-Скворцовой.
- И. Фещенко-Скворцова, «Ритмы поэзии А. Нобре», часть 1.
- И. Фещенко-Скворцова, «Ритмы поэзии А. Нобре», часть 2.
- А. Нобре, Мельник ностальгии, Отзывы читателей.